# 古德伊爾斯吧 (加利福尼亞州)
古德伊爾斯吧（英語：Goodyears Bar）是位於美國加利福尼亞州謝拉縣的一個人口普查指定地區。

## 地理
古德伊爾斯吧的座標為39°32′24″N 120°53′04″W / 39.54000°N 120.88444°W，而該地最高點為海拔高度815米（即2674英尺）。

## 人口
根據2010年美國人口普查的數據，古德伊爾斯吧的面積為5.352平方千米，當中陸地面積為5.309平方千米，而水域面積為0.043平方千米。當地共有人口68人，而人口密度為每平方千米12人。